# Festival Internacional de Cinema de Sant Sebastià 1983
La 31a edició del Festival Internacional de Cinema de Sant Sebastià va tenir lloc entre el 15 i el 24 de setembre de 1983. El Festival de Sant Sebastià havia perdut la màxima categoria A (festival competitiu no especialitzat) de la Federació Internacional d'Associacions de Productors Cinematogràfics (FIAPF) tres edicions abans, de manera que en aquesta edició no van poder atorgar-se premis oficials. De fet, la retirada de l'oficialitat va sumir al Festival en una greu crisi de la qual no es va refes fins a l'any 1986, quan va recobrar la categoria A. El 1983 es van concedir premis extraoficials.

## Desenvolupament
Es va inaugurar el 15 de setembre de 1983 per l'alcalde Ramón Labayen Sansinenea al museu Sant Telmo amb la presència del ministre de cultura Javier Solana, la directora general de cinematografia Pilar Miró i Miguel Etchenique en representació del govern basc. Hi fou projectada fora de concurs E la nave va de Federico Fellini. S'hi van presentar disset pel·lícules en la secció de «Nous Realitzadors» per tal d'intentar tornar a la categoria A.
El pressupost era de 85 milions de pessetes, d'ells 25 milions aportats pel Govern basc, 12 milions pel govern central, 20 milions per l'ajuntament de Sant Sebastià i 6 per la Diputació Foral de Guipúscoa; la resta seran coberts amb els resultats de taquilla. Es van oferir a més les seccions Oficial, Nous Realitzadors, homenatges (Anna Magnani i Sam Fuller), sense fronteres, porta d'Orient, panorama del cinema espanyol, cinema universitari mexicà i seccions dedicades al vídeo i a l'educació. Hi assistiren Helmut Berger i Jeremy Irons entre d'altres. El dia 16 es va projectar The Wild Duck, que substituïa Parahyba Mulher Macho de Tizuka Yamasaki, perquè la còpia era en mal estat. El 17 es van projectar de la secció oficial El pico i de la de nous realitzadors Une pierre dans la bouche de Jean-Louis Leconte i Entre-Temps de José María Berzosa a la secció "Sin fronteras". El dia 18 es van veure de la secció oficial l'hongaresa Szerencsés Dániel i les espanyoles Vestida de azul i El arreglo, a la secció Panorama Que nos quiten lo bailao de Carles Mira i a la de nous realitzadors Los enemigos de l'argentí Eduardo Calcagno. El dia 19 es van projectar I Am the Cheese en la secció oficial, Soldados de plomo en la de nous realitzadors i la grega Peri erotos de Maria Gavala i Theodoros Soumas. El dia 20 es projectaren la grega To repo, la francesa La Guerre des Demoiselles i la polonesa Krzyk de la secció oficial, així com l'entrega dels premis "Barandilla" i una taula rodona sobre cinema i novel·la negre que va gaudir de la presència de Patricia Highsmith. El dia 21 es va projectar Truhanes i Tin Man a la secció oficial i Motel del mexicà Luis Mandoki a la de Nous Realitzadors. El dia 22 es van projectar La línea del cielo a la secció oficial, i la de nous realitzadors Brussels by Night de Marc Didden i Karate po polsku de Wojciech Wójcik. El dia 23 es van projectar La chiave de Tinto Brass, que havia estat rebutjada a Venècia i fora de concurs The Crowd de King Vidor amb nova banda sonora executada per Carmelo Bernaola, així com Koyaanisqatsi de Godfrey Reggio a la de nous realitzadors. L'atracció, però, fou John Travolta, de visita per promocionar la seva pel·lícula Lluitant per la fama. El dia 24 es van projectar La conquista de Albania i Die flambierte Frau (que substituïa, no sense protestes, Ars Amandi de Walerian Borowczyk, de la secció oficial, Sogno di una notte d'estate de Gabriele Salvatores en la de Nous Realitzadors i My Dinner with Andre de Louis Malle a la secció Homenatge. Zelig clausurava el festival, i es van entregar els premis.

## Jurats
- Premi de la Crítica Internacional: periodistes acreditats.
- Premi Nous Realitzadors: Samuel Fuller, Graciela Borges, Diego Galán, Monte Hellman, Anjel Lertxundi i Paco Ignacio Taibo I.

## Secció oficial
- Coup de foudre de Diane Kurys [16]
- Die flambierte Frau de Robert van Ackeren
- E la nave va de Federico Fellini  (fora de concurs)
- El pico d'Eloy de la Iglesia
- I Am the Cheese de Robert Jiras
- Kouzelné dobrodružství d'Antonín Kachlík
- Krzyk de Barbara Sass
- La chiave de Tinto Brass
- La conquista de Albania d'Alfonso Ungría
- La Guerre des Demoiselles de Jacques Nichet
- La línea del cielo de Fernando Colomo
- Szerencsés Dániel de Pál Sándor
- The Crowd de King Vidor  (fora de concurs)
- The Wild Duck de Henri Safran
- Tin Man de John G. Thomas
- To repo de Vassilis Vafeas
- Truhanes de Miguel Hermoso
- Vestida de azul d'Antonio Giménez-Rico
- Zelig de Woody Allen (fora de concurs)

## Retrospectives

### El otro camino 2
- A 20th Century Chocolate Cake de Lois Siegel
- Balamos de Stávros Tornés
- Carbone 14, le film de Jean-François Gallotte i Joëlle Malberg
- El diablo y la dama d'Ariel Zúniga
- Giro turistico senza guida de Susan Sontag
- Les Trois Couronnes du matelot de Raoul Ruiz
- Lianna de John Sayles
- Liquid Sky de Slava Tsukerman
- Que nos quiten lo bailao de Carles Mira i Franco
- La noia de Nova York de Susan Seidelman

### La puerta de Oriente 2
- Bi zhong qing de Bili Yan
- Shan Guang de Cai Qiu de Song Chong
- Cheng nan Jiushi de Wu Yigong
- Luo Tuo Xiangzi de Ling Zifeng
- Mu Ma Ren de Xie Jin
- Qian wang de Haowei Wang
- Quan shui ding dong de Xiaohua Shi
- Shi liu hua de Huada Tang i Xiuwen Wang
- Si lu hua yu de Xueshu Yan
- Zao Chun Er Yue de Xie Tieli
- Zhu Fu de Sang Hu

### Cine Universitario Mexicano
- Meridiano 100 d'Alfredo Joskowicz
- El cambio d'Alfredo Joskowicz
- Cualquier cosa de Douglas Pedro Sánchez
- Cuando Pizarro, Cortés y Orellana eran amigos de Gilberto Macedo
- De todos modos Juan te llamas de Marcela Fernández Violante
- Ora sí ¡tenemos que ganar! de Raúl Kamffer

## Nous realitzadors
- Soldados de plomo de José Sacristán
- El arreglo de José Antonio Zorrilla
- Los enemigos d'Eduardo Calcagno
- Brussels by Night de Marc Didden
- Motel de Luis Mandoki
- Karate po polsku de Wojciech Wójcik
- Koyaanisqatsi de Godfrey Reggio
- Une pierre dans la bouche de Jean-Louis Leconte
- Peri erotos de Maria Gavala i Theodoros Soumas
- Sogno di una notte d'estate de Gabriele Salvatores
- Amore tossico de Claudio Caligari
- Green de Gideon Kolirin
- Je demain de Jean-Pierre Ader
- Je sais que j'ai tort mais demandez à mes copains, ils vous diront la même chose de Pierre-Oscar Lévy
- Le Voyage d'hiver de Marian Handwerker
- Plaché příběhy de Zdeněk Flídr, Tomáš Tintěra i Dabroslav Zvorník
- Xueiv de Patrick Brunie

## Homenatges
- ¡Tango! de Luis José Moglia Barth (1933)
- A Star is Born de George Cukor (1954)
- Ediths Tagebuch de Hans W. Geißendörfer
- Luis Buñuel de Luz Orozco
- My Dinner with Andre de Louis Malle
- Pubis angelical de Raúl de la Torre
- Oh. Don Luis de Paco Ignacio Taibo I
- The Crowd de King Vidor

### Anna Magnani
- Correva l'anno di grazia 1870 d'Alfredo Giannetti (1971)
- Legati da tenera amicizia d'Alfredo Giannetti (1983)
- Tre donne (sèrie de televisió) d'Alfredo Giannetti (1971)

### José Bergamín
- Les Anges exterminés de Michel Mitrani

## Sin fronteras
- Flammes d'Adolfo Arrieta (1978)
- El crimen de la pirindola d'Adolfo Arrieta (1965)
- Euskadi Été 1982 d'Otar Iosseliani
- Euskadi: Hors d'État d'Arthur MacCaig
- De Toekohst van '36 de Linda Van Tulden i Willem Thijssen
- Entre-Temps de José María Berzosa

## Panorama del cine español
- Asignatura pendiente de José Luis Garci
- El crack de José Luis Garci
- Volver a empezar de José Luis Garci
- Bilbao de Bigas Luna
- Gary Cooper, que estás en los cielos de Pilar Miró
- El crimen de Cuenca de Pilar Miró
- La colmena de Mario Camus
- Camada negra de Manuel Gutiérrez Aragón
- Maravillas de Manuel Gutiérrez Aragón
- El corazón del bosque de Manuel Gutiérrez Aragón
- La fuga de Segovia d'Imanol Uribe
- Bodas de sangre de Carlos Saura
- La vieja memoria de Jaime Camino
- L'escopeta nacional de Luis García Berlanga
- Mater amatísima de Josep Antoni Salgot
- Ópera prima de Fernando Trueba
- Un hombre llamado Flor de Otoño de Pedro Olea

## Palmarès
- Premi de la Crítica Internacional: Coup de foudre de Diane Kurys ( França)[17]
- Premi Donostia per a nous realitzadors: 
  - Brussels by Night de Marc Didden ( Bèlgica)
  - El arreglo de José Antonio Zorrilla ( Espanya)
- Mencions d'honor:
  - Ulises Dumont per Los enemigos d'Eduardo Calcagno ( Argentina)
  - Michela Mioni per Amore tossico de Claudio Caligari ( Itàlia)
- Premi Sociedad Fotográfica: Soldados de plomo de José Sacristán ( Espanya)
- Premi Ateneo Guipuzcoano: Coup de foudre de Diane Kurys ( França)